# Лапу-Лапу (город)
Лапу-Лапу (таг. Lungsod ng Lapu-Lapu) — город на Филиппинах, на территории региона Центральные Висайи. Входит в состав провинции Себу. Является частью городской агломерации Себу.

## История
Поселение, из которого позднее вырос город, было основано в 1730 году монахами-августинцами и первоначально называлось Опон (Opon). Статус города Лапу-Лапу получил в 1961 году. Тогда же город получил своё современное название, которое связано с именем Лапу-Лапу, вождя острова Мактан, национального героя Филиппин.

## Географическое положение
Лапу-Лапу занимает большую часть острова Мактан, а также часть островов соседнего архипелага Оланго. Город находится на расстоянии приблизительно 575 километров к юго-востоку от столицы страны Манилы, на высоте 4 метров над уровнем моря.

С основной частью агломерации Себу город связан посредством мостов Мактан-Мандауэ и Марсело Фернан.

## Население
По данным официальной переписи 2007 года численность населения составляла 279 166 человек.

Динамика численности населения города по годам:
| 2000    | 2007    | 2013    |
| ------- | ------- | ------- |
| 205 498 | 279 166 | 353 700 |

## Транспорт
В городе расположен Международный аэропорт Мактан-Себу (IATA: CEB, ICAO: RPVM), а также авиабаза ВВС Филиппин.

## Административное деление
Территория города административно подразделяется на 30 барангаев:
| - Agus - Babag - Bankal - Baring - Basak - Buaya - Calawisan - Canjulao - Caw-oy - Cawhagan | - Caubian - Gun-ob - Ibo - Looc - Mactan - Maribago - Marigondon - Pajac - Pajo - Pangan-an | - Población - Punta Engaño - Pusok - Sabang - Santa Rosa - Subabasbas - Talima - Tingo - Tungasan - San Vicente |